# Střítež (Žďár nad Sázavou)
Střítež (in tedesco Striterz) è un comune ceco situato nel distretto di Žďár nad Sázavou, nella regione di Vysočina.